# Nothogalepsus planivertex
Nothogalepsus planivertex es una especie de mantis de la familia Tarachodidae.

## Distribución geográfica
Se encuentra en Malaui, Mozambique, Namibia y  Zimbabue.